# Casserres
Casserres és una vila i municipi de la comarca del Berguedà, a 12 km al sud de la capital de comarca, Berga. El terme municipal s'estén al Baix Berguedà, a l'esquerra del riu Llobregat. És format per àmplies zones de conreus i travessat per les rieres de Clarà i de Merola.
| L'Espunyola i Montclar | Avià            | Olvan     |
| Montclar               | Rosa dels vents | Gironella |
| Viver i Serrateix      | Puig-reig       | Puig-reig |

| Entitat de població    | Habitants (2023) |
| Casserres              | 1.365            |
| l'Ametlla de Casserres | 139              |
| el Guixaró             | 126              |
| Font: Idescat          |                  |

## Geografia
- Llista de topònims de Casserres (Orografia: muntanyes, serres, collades, indrets..; hidrografia: rius, fonts...; edificis: cases, masies, esglésies, etc).

## Declaració d'independència
El dia 27 de setembre de 2012 Casserres es declara Territori Català Lliure.

## Història
El poble de Casserres, documentat des dels últims segles medievals com a «barri», es va formar a partir d'un llarg carrer que unia el castell amb l'església de l'Àngel Custodi. Del castell, que probablement era situat al lloc on posteriorment fou construït l'actual ajuntament, no en queda cap resta, però durant els segles medievals (VIII-XIII) fou una gran fortalesa i tingué un paper decisiu en el procés de repoblació i reconquesta del territori.
Aquest carrer o «barri de Casserres» era format per cases unifamiliars entremitgeres, les quals es reformaren durant els s. XVII i XVIII; avui és conegut amb el nom de Carrer Major i Plaça de la Creu, i encara conserva velles cases d'aquests segles i algun element gòtic (p. ex. la finestra gòtica de Cal Biel).

## Festivitats
Gener
- 5: Fira de reis amb esmorzar popular
- 6: Cavalcada de reis, acompanyats per la banda de cornetes i tambors de Casserres

Març
- El segon diumenge, trobada de cotxes antics al Guixaró
- Festa major d'hivern

Març-Abril
- Setmana Santa. Benedicció del ram el diumenge de Rams. Cant de les caramelles per Pasqua de Resurrecció

Abril-maig
- 3 setmanes després de Pasqua, aplec de colles de caramelles i fira de mostres

Juny
- Festa Major de Sant Antoni a l'Ametlla de Casserres

Juliol
- Cada cap de setmana: Balls d'estiu a la fresca a la plaça Santa Maria
- Festa major del Guixaró

Agost
- Festa Major d'estiu

Setembre
- Caminada popular

Octubre
- Festa de la gent gran

## Administració
| Període     | Alcalde o alcaldessa                         | Partit polític     | Data de possessió | Observacions |
| ----------- | -------------------------------------------- | ------------------ | ----------------- | ------------ |
| 1979–1983   | Julià Malé Puig                              | CIU                | 19/04/1979        | --           |
| 1983–1987   | Julià Malé Puig                              | CIU                | 28/05/1983        | --           |
| 1987–1991   | Lluís Codina Calveras                        | Independents       | 30/06/1987        | --           |
| 1991–1995   | Lluís Codina Calveras / Serafí Costa Barniol | Independents / CIU | 15/06/1991        | --           |
| 1995–1999   | Serafí Costa Barniol                         | CIU                | 17/06/1995        | --           |
| 1999–2003   | Serafí Costa Barniol                         | CIU                | 03/07/1999        | --           |
| 2003–2007   | Serafí Costa Barniol                         | CIU                | 14/06/2003        | --           |
| 2007–2011   | Serafí Costa Barniol                         | CIU                | 16/06/2007        | --           |
| 2011–2015   | Josep Colillas Sabartés                      | ERC                | 11/06/2011        | --           |
| 2015–2019   | Josep Colillas Sabartés                      | ERC                | 13/06/2015        | --           |
| 2019-2023   | n/d                                          | n/d                | 15/06/2019        | --           |
| Des de 2023 | n/d                                          | n/d                | 17/06/2023        | --           |

| Candidatura | Candidatura                                                  | Vots | %Vots | Regidors |
| ----------- | ------------------------------------------------------------ | ---- | ----- | -------- |
|             | Esquerra Republicana de Catalunya - Acord Municipal (ERC-AM) | 481  | 50,79 | 5        |
|             | Convergència i Unió (CiU)                                    | 343  | 36,22 | 3        |
|             | Progrés Municipal (PM)                                       | 104  | 10,98 | 1        |
|             | vot en blanc                                                 | 19   | 1,94  | -        |
|             | vot nul                                                      | 32   | 3,27  | -        |

| Nom dels regidors | Nom dels regidors                                     | Partit polític         | Regidories |
|                   | Josep Colillas Sabartes (Alcalde)                     | ERC-AM (cap de llista) | Representació, presidència, serveis, comunicació i informació, personal, promoció econòmica i desenvolupament industrial i nuclis agregats (Ametlla de Casserres i El Guixaró). |
|                   | Guillem Niubó i Solé (Primer tinent d'alcalde)        | ERC-AM                 | Hisenda, ensenyament i cultura. |
|                   | Josep M. Genescà i Soler (Segon tinent d'alcalde)     | ERC-AM                 | Obres, urbanisme, medi ambient i món rural. |
|                   | Xavier Parcerisa i Vilanova (Tercer tinent d'alcalde) | ERC-AM                 | Esports (Zona esportiva, pavelló), governació (cementiri) i festes. |
|                   | Rosa Genovès i Sala                                   | ERC-AM                 | Atenció a les persones (Serveis socials, gent gran, igualtat, joventut), sanitat i turisme.                                                                                     |
|                   | Jordi Selga i Feixas (cap de llista)                  | CiU (cap de llista)    | - |
|                   | Montserrat Roset i Estivill                           | CiU                    | - |
|                   | Ester Prat i Alsina                                   | CiU                    | - |
|                   | José Maria de la Fuente Muela                         | PSC-PM (cap de llista) | - |

## Llocs d'interès

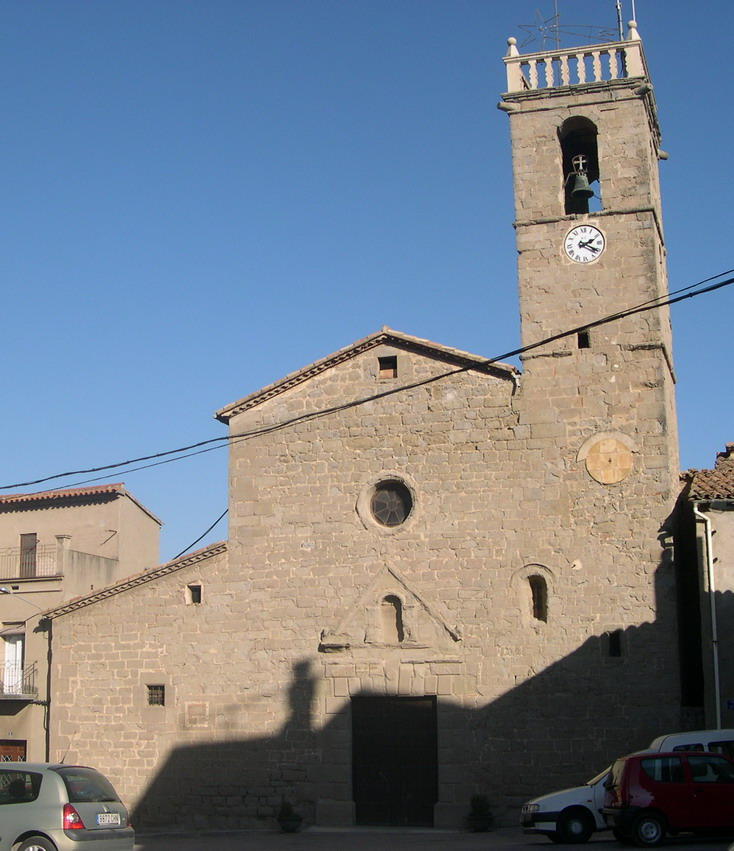
Església de la Mare de Déu dels Àngels

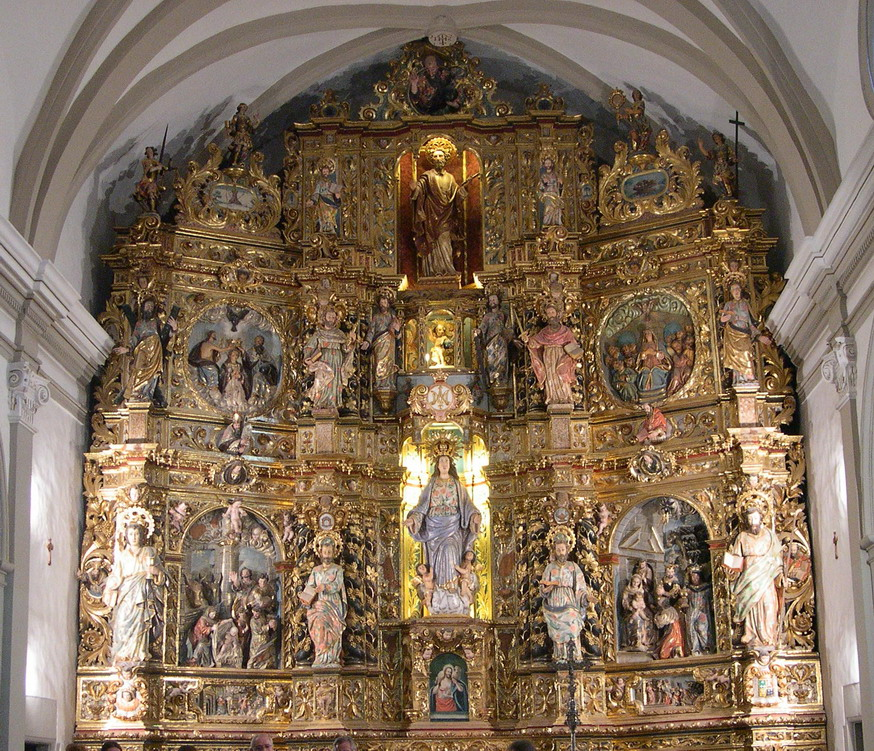
Retaule barroc del 1704

## Llocs d'interès[4]

### Església de la Mare de Déu dels Àngels
La primera capella gòtica de l'Àngel Custodi va quedar petita i, a finals del s. XVII, es va emprendre l'obra de la nova parroquial, dedicada a la mare de Déu dels Àngels. És una gran església barroca formada per tres naus i capelles laterals, amb un transsepte marcat i el presbiteri quadrat. El campanar de torre quadrada s'alça a migdia, i la façana, orientada a ponent, té una porta amb Frontó (arquitectura) triangular.
L'església encara conserva un magnífic retaule barroc advocat a la patrona, construït l'any 1704 per Segimon Pujol, l'avi de Josep Pujol i Juhí (1734-1809), el cap de brot de la nissaga dels Pujol, escultors, i autor del magnífic retaule-capella de la Mare de Déu dels Colls de Sant Llorenç de Morunys; i una creu processional de plata, del segle xvii.

### Masia de Bernadas
Situada dins el nucli urbà de Casserres, és una construcció clàssica del s. XVIII, que degué substituir una edificació, documentada des del segle xiv.

### Santa Maria de l'Antiguitat
Se'n tenen notícies des del s. XI, però l'actual edifici és una construcció neoclàssica de l'any 1848, formada per una sola nau amb transsepte marcat i dues capelles. A l'interior de l'església es conserven dos sarcòfags gòtics, un d'un cavaller i l'altre d'un eclesiàstic, de finals del segle xiii o començaments del XIV.

### Sant Miquel de Fonogedell
L'any 1003 consta com a església depenent de Sant Pau de Casserres, tot i que formava part dels dominis del monestir de Sant Sadurní de Tavèrnoles. És una petita església romànica del segle xii, amb una sola nau amb absis semicircular a llevant, que fou modificada al segle xviii amb la construcció d'un petit porxo que aixopluga la nova porta de ponent. Prop de l'església hi ha les masies de cal Blasi i de cal Cirera, construccions del segle xviii, d'estructura clàssica. Al peu de la riera de Fonogedell s'hi van construir, en els segles XVII i XVIII, tres molins fariners: el molí de Dalt, el molí del Mig i el molí de Baix.

### Masies
Prop de l'església de Sant Pau hi ha un conjunt de masies de gran interès històric i arquitectònic, d'entre les quals destaquen El Soler de l'Espluga, del que es tenen notícies des del s. XVI, tot i que l'edifici actual es va construir al s. XVIII seguint els models de la masia clàssica; Bernades, documentada des del s. XVI, que és una masia d'estructura clàssica amb la façana orientada a migdia, on s'obre una gran eixida d'arcs de mig punt;Barbats, que és construïda al s. XVI i ampliada en diferents etapes fins al s. XVIII; i Canudes, de planta rectangular i amb el carener paral·lel a la façana, construïda el s. XVIII, aprofitant velles estructures del XVI.
També és destacable la masia de la Sala de Fonollet.

### Colònies industrials
Pel que fa a l'arquitectura industrial, el terme municipal de Casserres compta amb dues interessants colònies industrials: el Guixaró i l'Ametlla de Casserres.
El GuixaróConstruïda l'any 1890 per la família Comelles de Berga en el terreny de la masia que li va donar el nom, consta d'una gran fàbrica de pisos i d'un característic carrer format per un bloc d'habitatges plurifamiliars amb l'escala exterior.
L'Ametlla de CasserresConeguda anteriorment com l'Ametlla de Monegal, fou fundada a finals del s. XIX per la família Monegal de Barcelona. La fàbrica és un exemplar de pisos i s'orienta paral·lelament al riu, de la mateixa manera que els habitatges, que es construïren en èpoques diferents però que mantenen les característiques de l'arquitectura obrera. Destaquen especialment l'església de la Mercè, una interessant construcció historicista de l'arquitecte modernista Alexandre Soler i March, i la torre, que reprodueix l'esquema d'un castell gòtic seguint les pautes de l'historicisme, tan comú en aquest tipus de construccions.

### Alzina dels Colls
És la Carrasca amb més biomassa i un dels arbres amb més amplada de Catalunya.

## Festes i tradicions

### Goigs
A Casserres hi ha els següents goigs marians:
- Goigs de Ntra. Sra. de l'Antiguitat. En Climent Forner i en Benigne Rafart han recollit tres goigs diferents dedicats a la Nostra Senyora de l'Antiguitat, tots en català. El primer no té editor conegut,[5] el segon és de la impremta de la Vídua de Q. Casals (Berga)[6] i la tercera, amb lletra del Mn. Ramon Camps i aprovada pel bisbe Valentí Comellas, datada del 1929, és de la Impremta Vives de Manresa.[7] La segona especifica que són goigs que es canten a la capella de Santa Maria de l'Antiguitat en temps de sequera i d'altres necessitats, demanant pau i pluja.[8] Les tres tenen lletres diferents. La tercera versió té diverses edicions, algunes de les quals incorporen la música escrita (melodia popular) i imatges de Casserres (dibuixades per Ramon Trulls).

## Fills il·lustres
- Valentí Comellas i Santamaria (Casserres, 1861-Solsona, 1945), eclesiàstic, bisbe de Solsona
- Josep Graner i Prat (Casserres, 1844-1930), mestre d'obres.

## Demografia
| 1497 f | 1515 f | 1553 f | 1717 | 1787 | 1857  | 1877  | 1887  | 1900  | 1910  |
| ------ | ------ | ------ | ---- | ---- | ----- | ----- | ----- | ----- | ----- |
| 15     | 14     | 31     | 523  | 378  | 1.268 | 1.053 | 1.002 | 1.457 | 1.618 |

| 1920  | 1930  | 1940  | 1950  | 1960  | 1970  | 1981  | 1990  | 1992  | 1994  |
| ----- | ----- | ----- | ----- | ----- | ----- | ----- | ----- | ----- | ----- |
| 1.691 | 1.734 | 1.734 | 1.746 | 1.985 | 1.981 | 1.793 | 1.798 | 1.659 | 1.659 |

| 1996  | 1998  | 2000  | 2002  | 2004  | 2006  | 2008  | 2010  | 2012  | 2014  |
| ----- | ----- | ----- | ----- | ----- | ----- | ----- | ----- | ----- | ----- |
| 1.612 | 1.628 | 1.634 | 1.562 | 1.524 | 1.586 | 1.634 | 1.583 | 1.578 | 1.569 |

| 2016  | 2018  | 2020  | 2022  | 2024  | 2026 | 2028 | 2030 | 2032 | 2034 |
| ----- | ----- | ----- | ----- | ----- | ---- | ---- | ---- | ---- | ---- |
| 1.528 | 1.572 | 1.588 | 1.646 | 1.676 | -    | -    | -    | -    | -    |

## Galeria de fotos

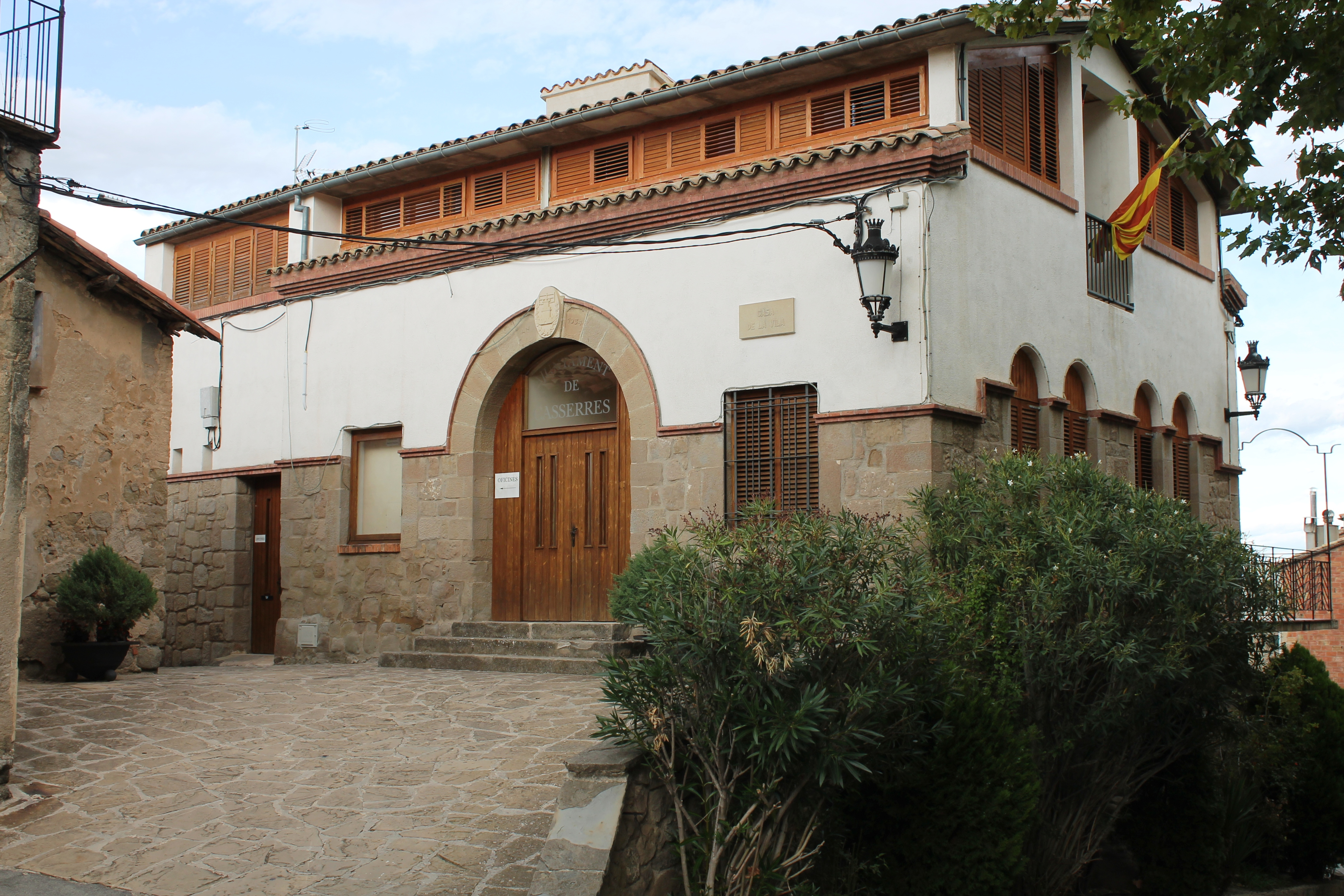
Ajuntament de Casserres
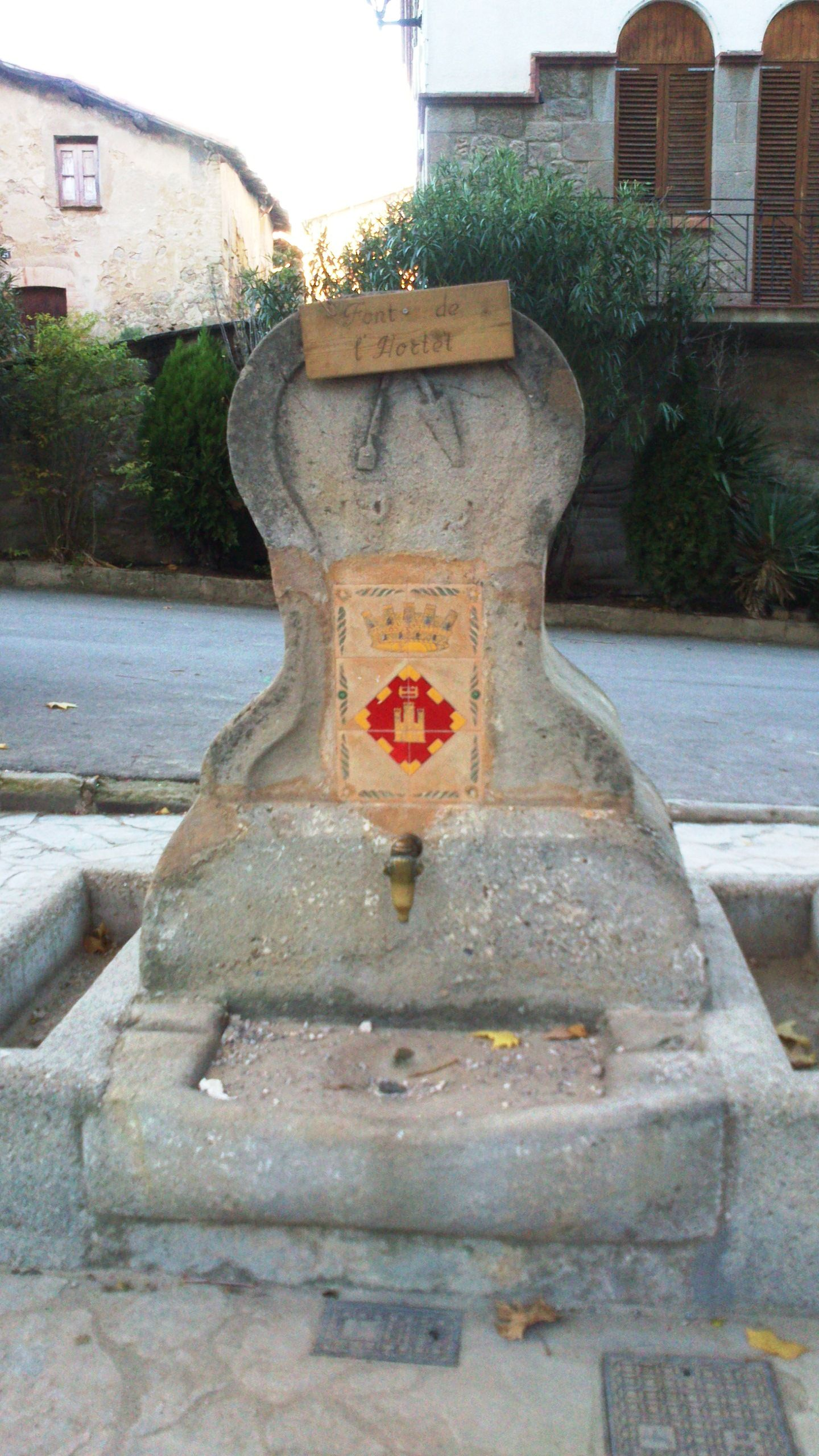
Font de l'Hortet
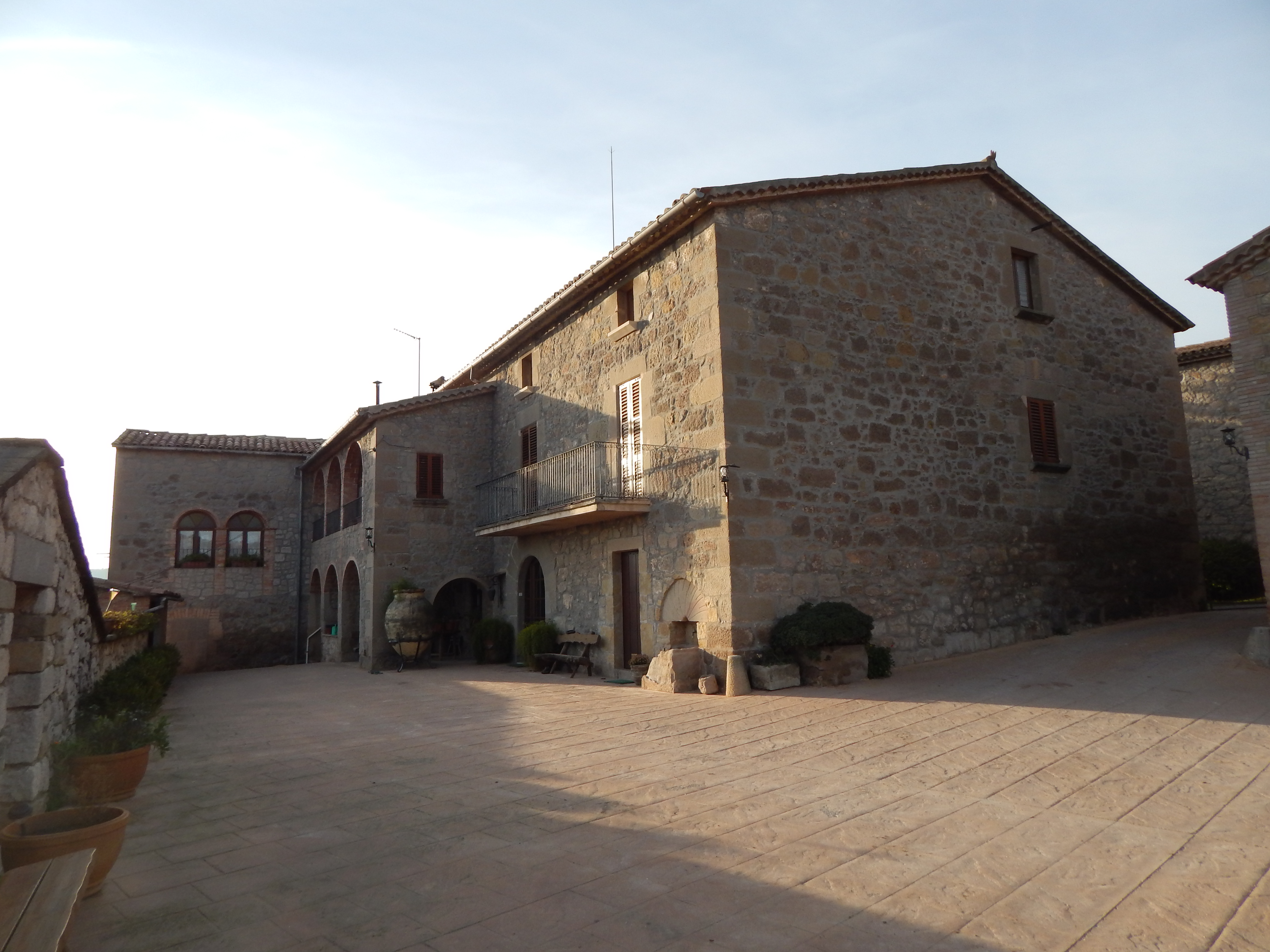
Barbats
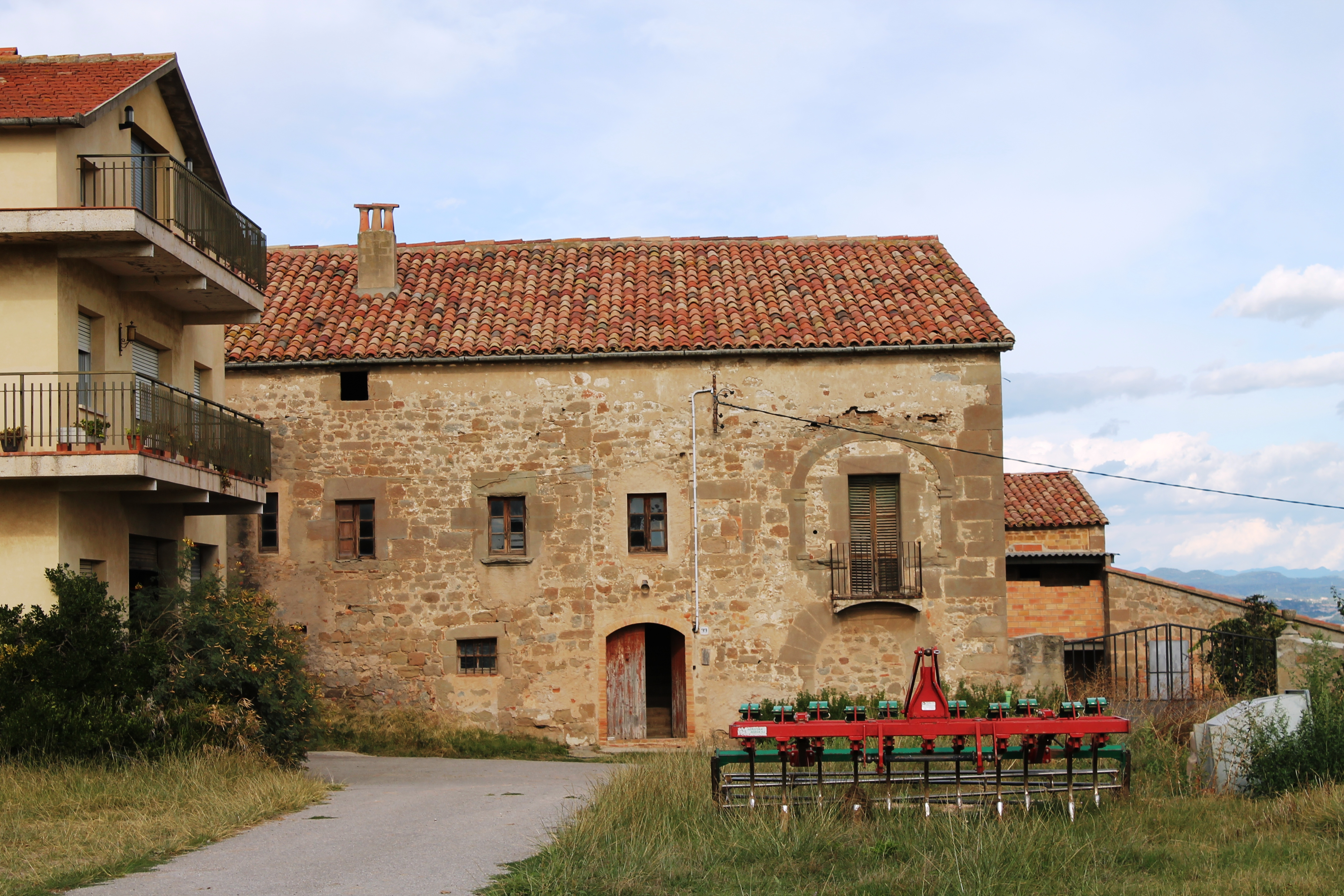
Ca n'Eloi
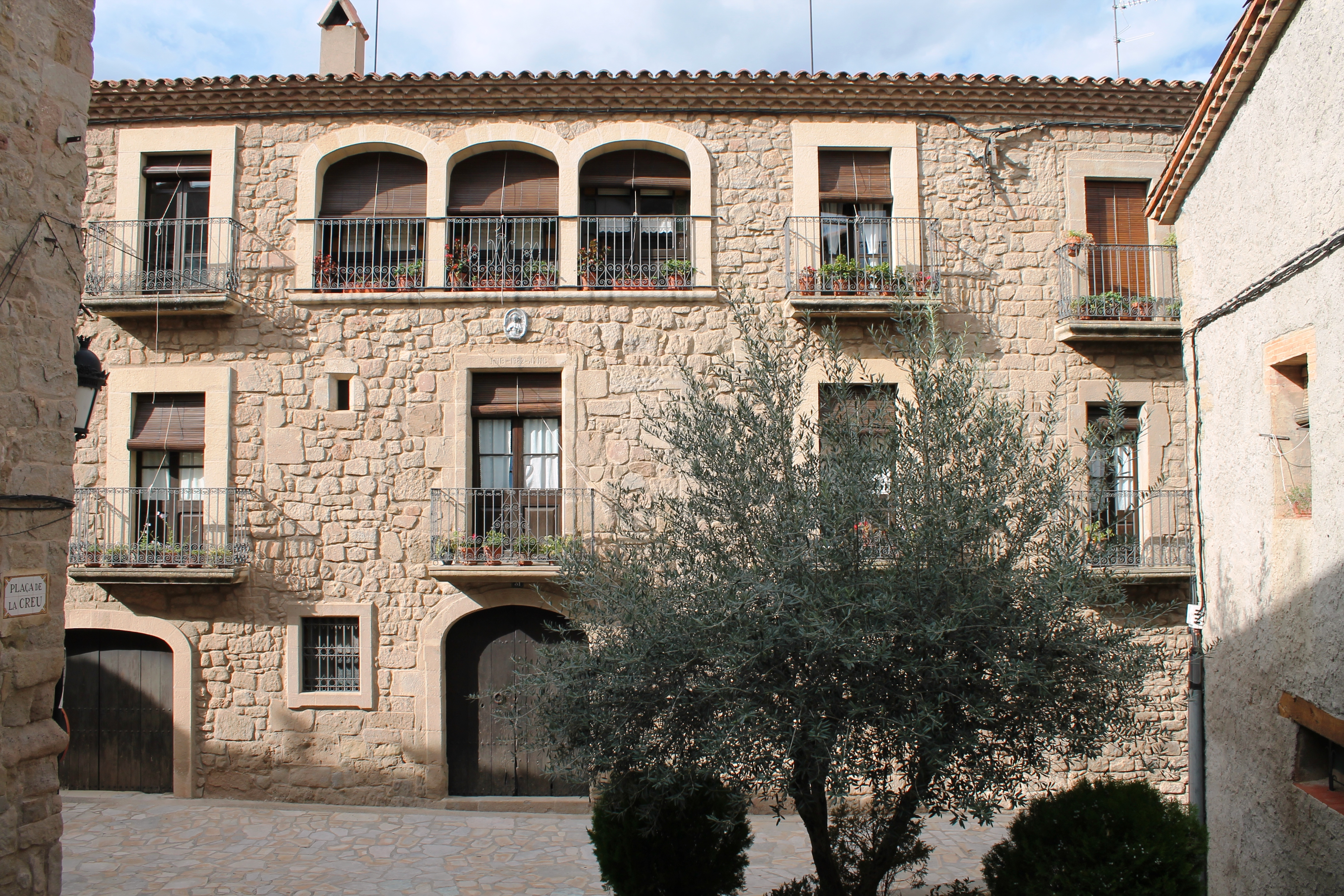
Bernadàs
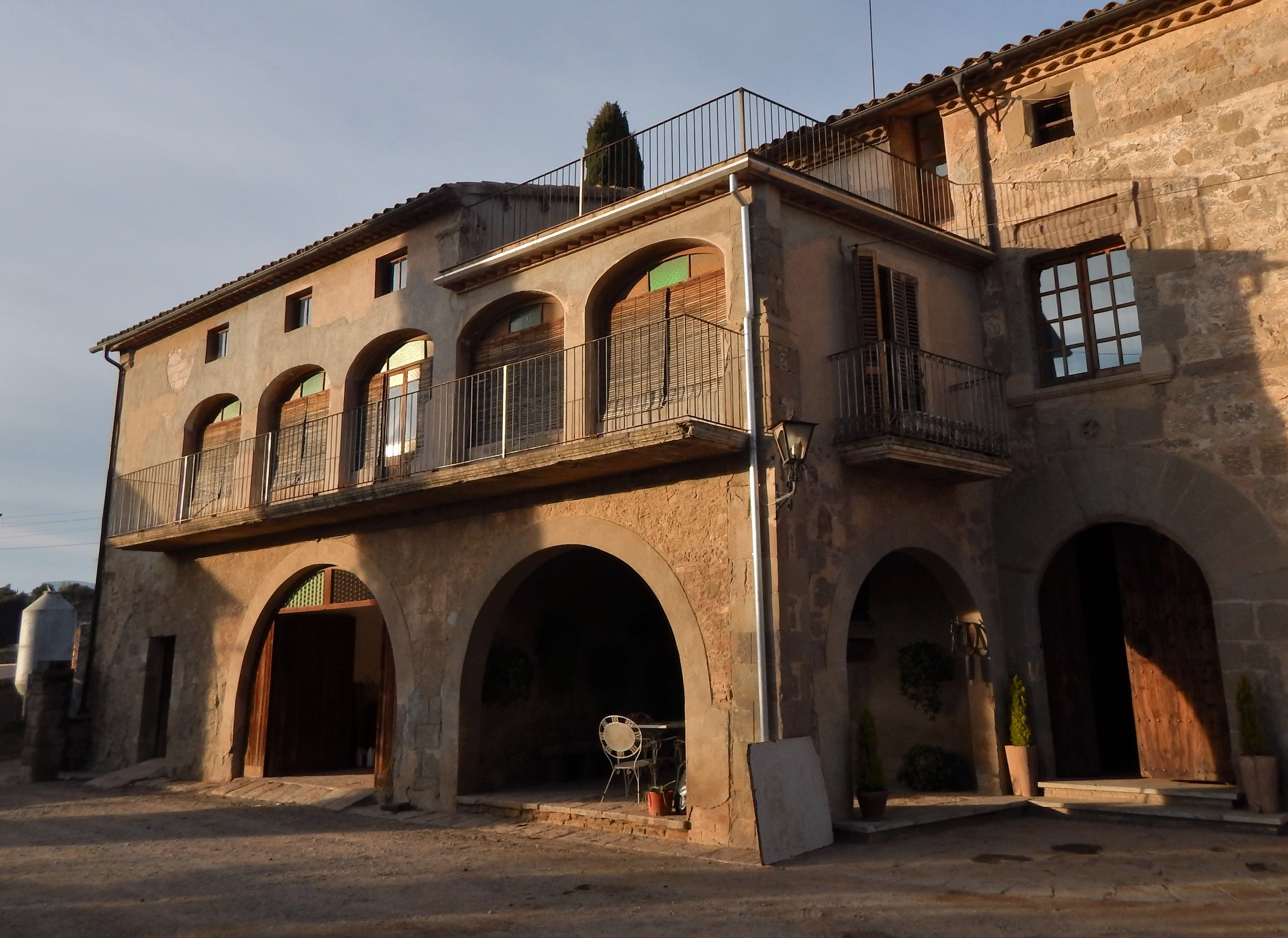
Canudas
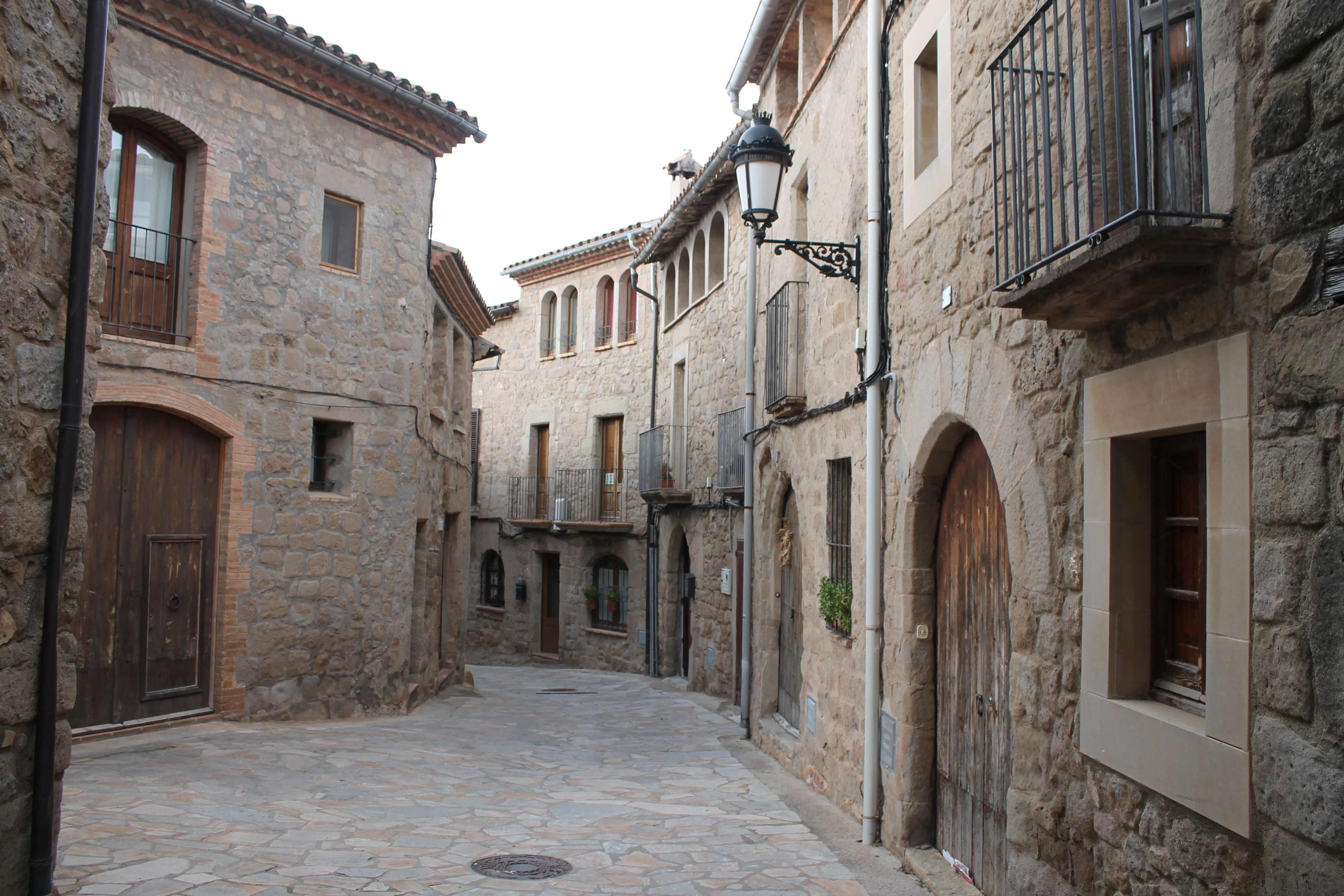
Carrer Major
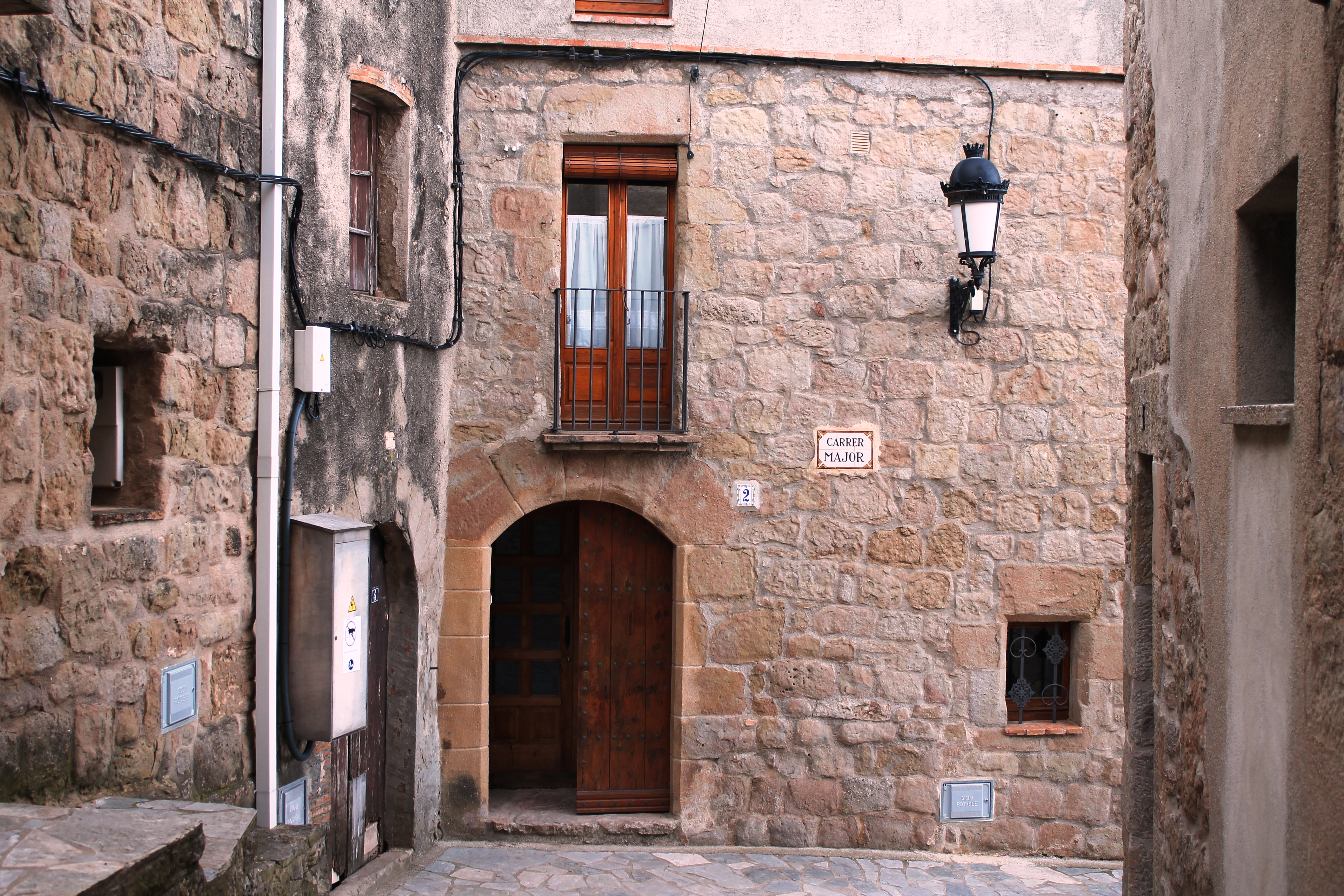
Carrer Major
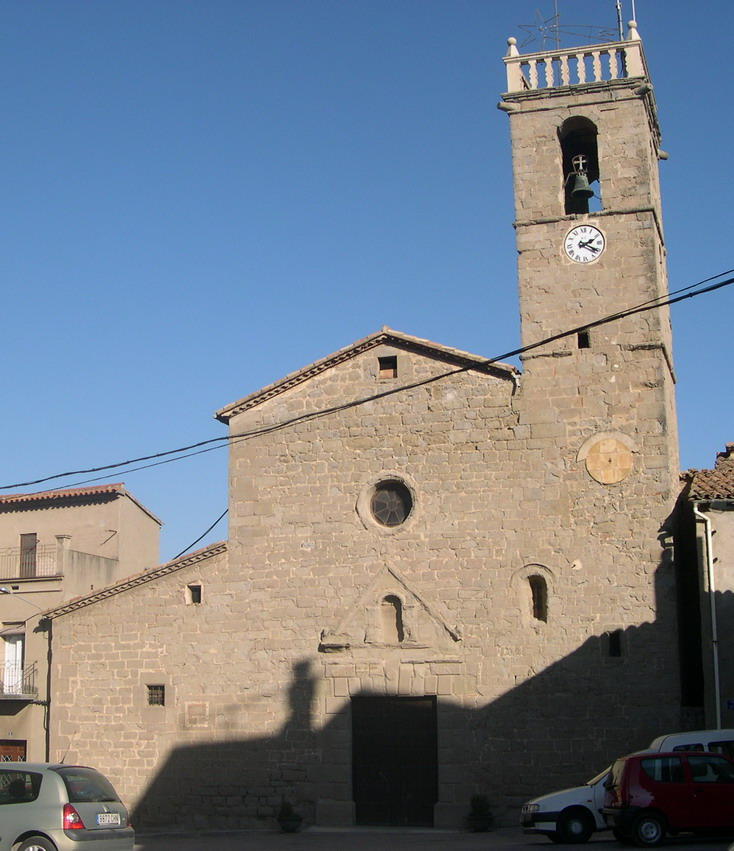
Mare de Déu dels Àngels de Casserres
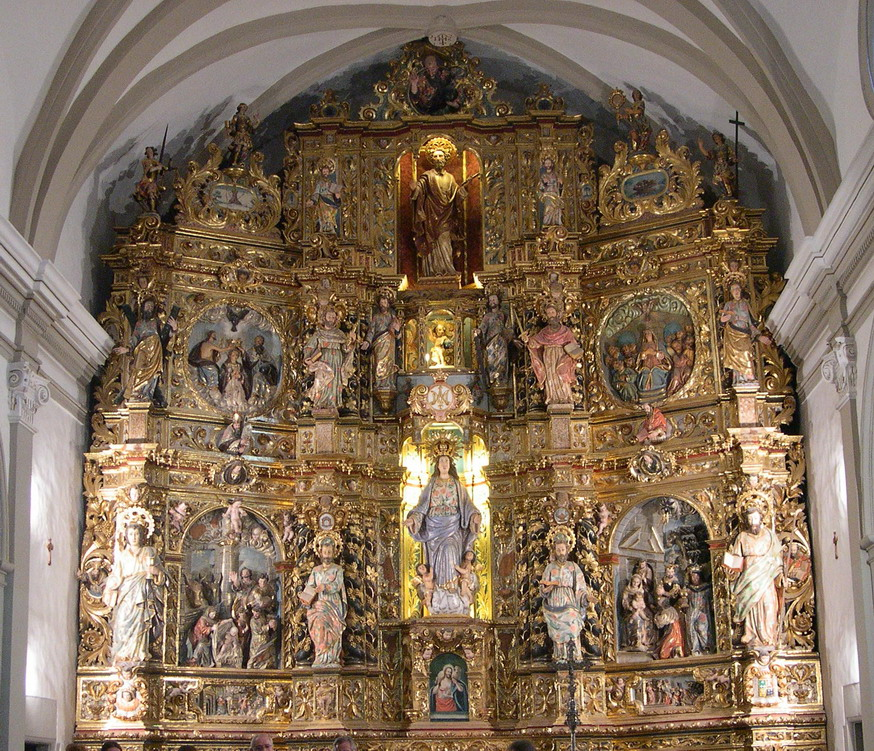
Retaule
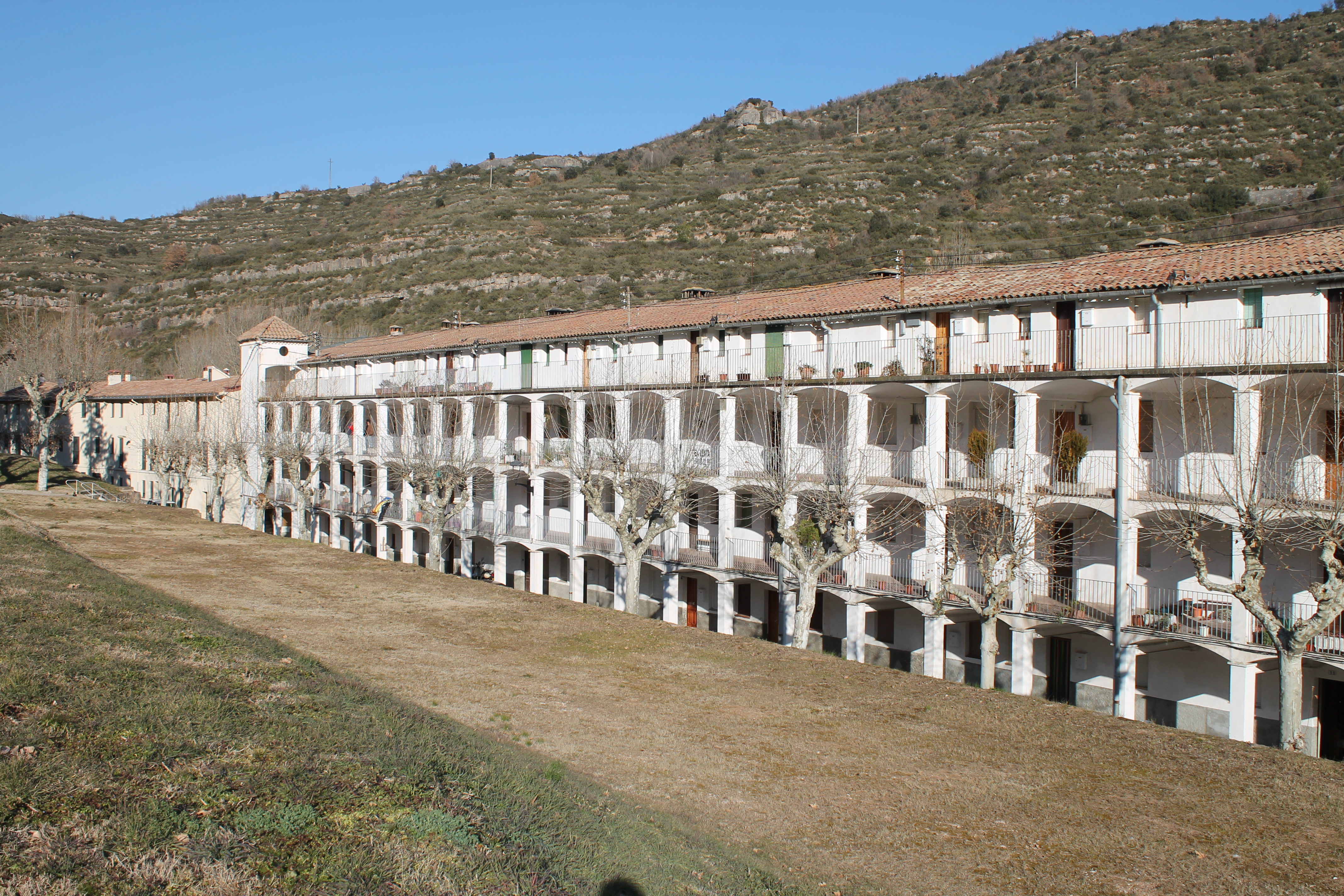
El Guixaró
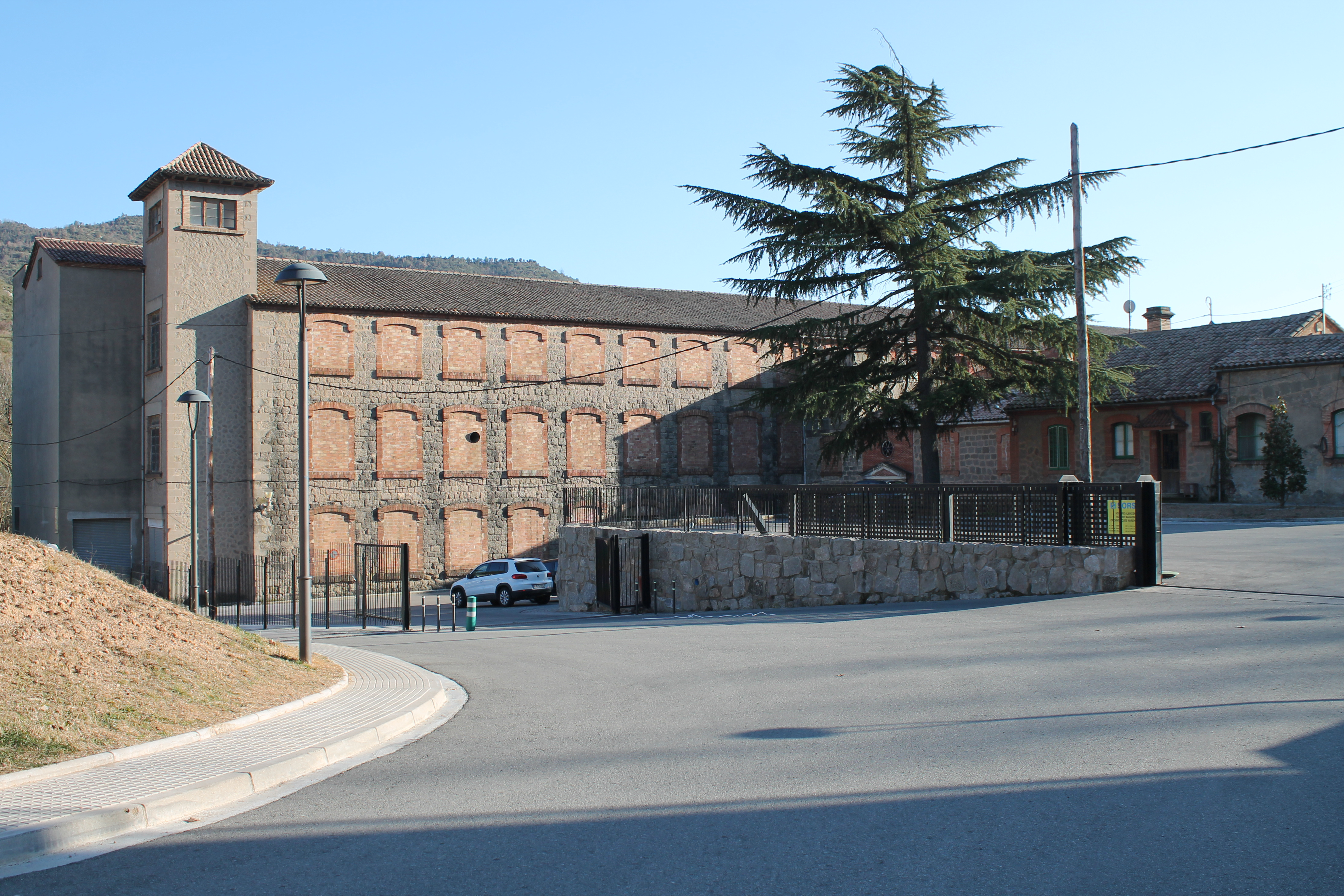
El Guixaró
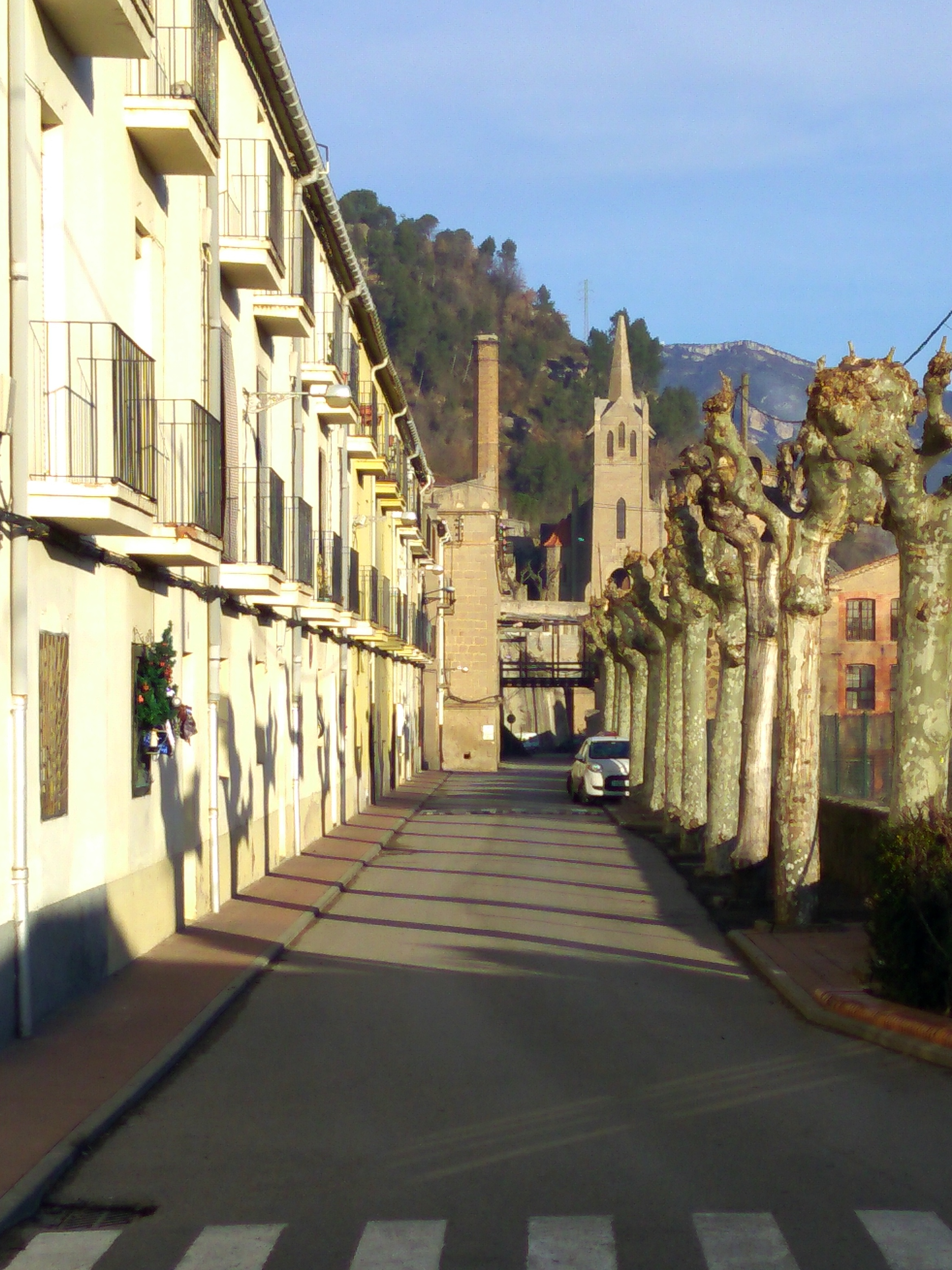
L'Ametlla de Casserres
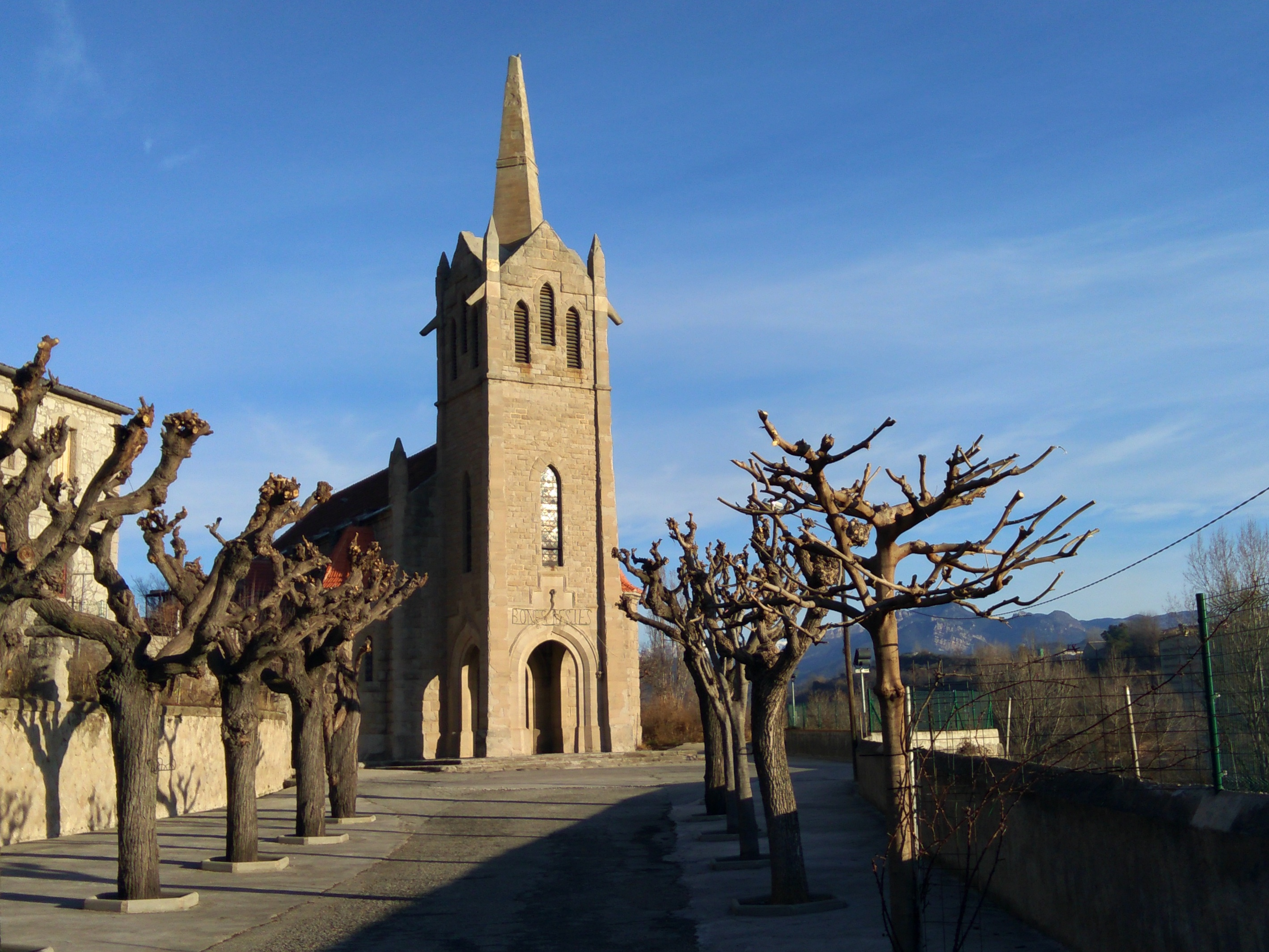
Mare de Déu del Roser de l'Ametlla de Casserres
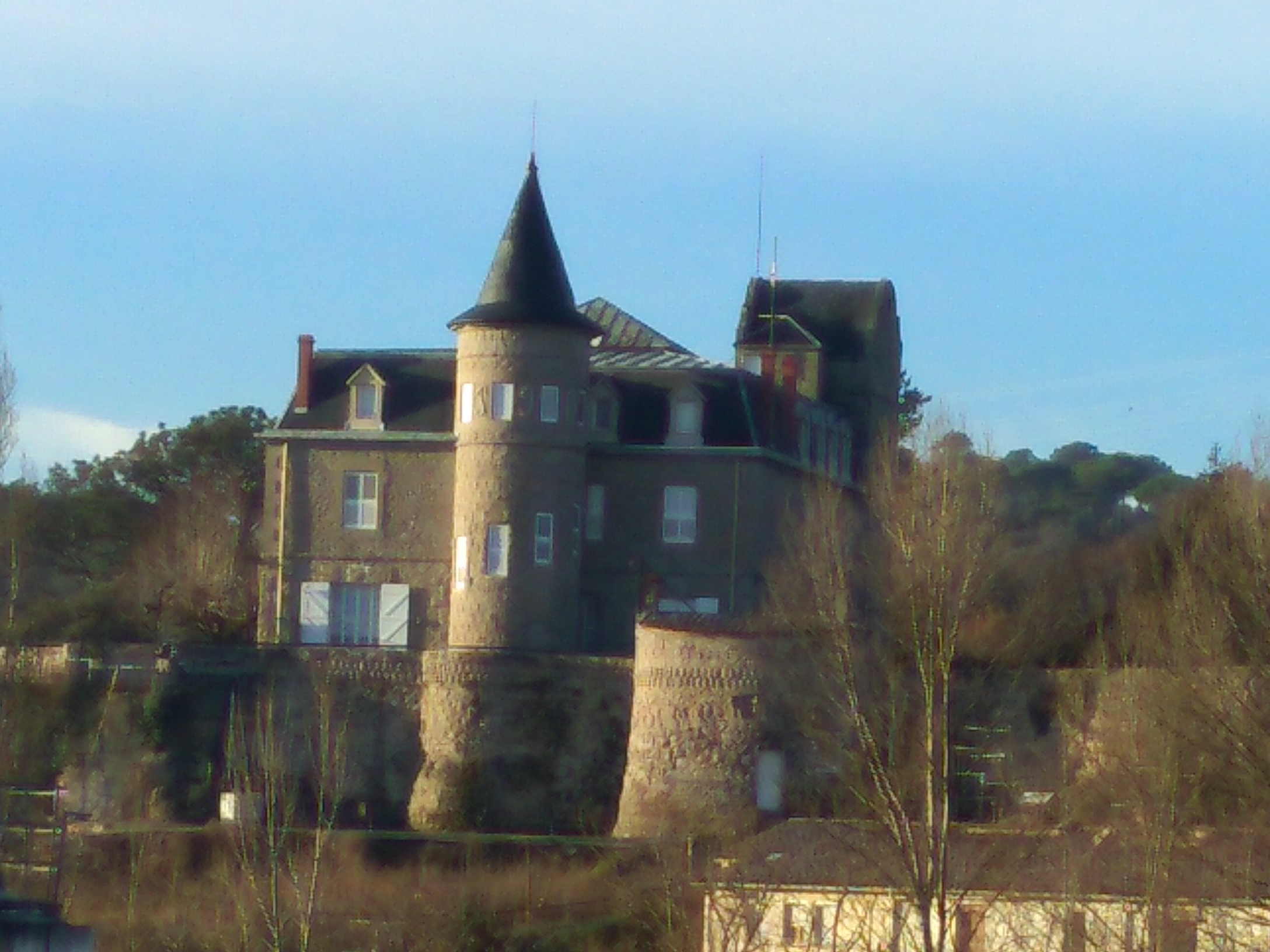
Torre de l'Ametlla de Casserres
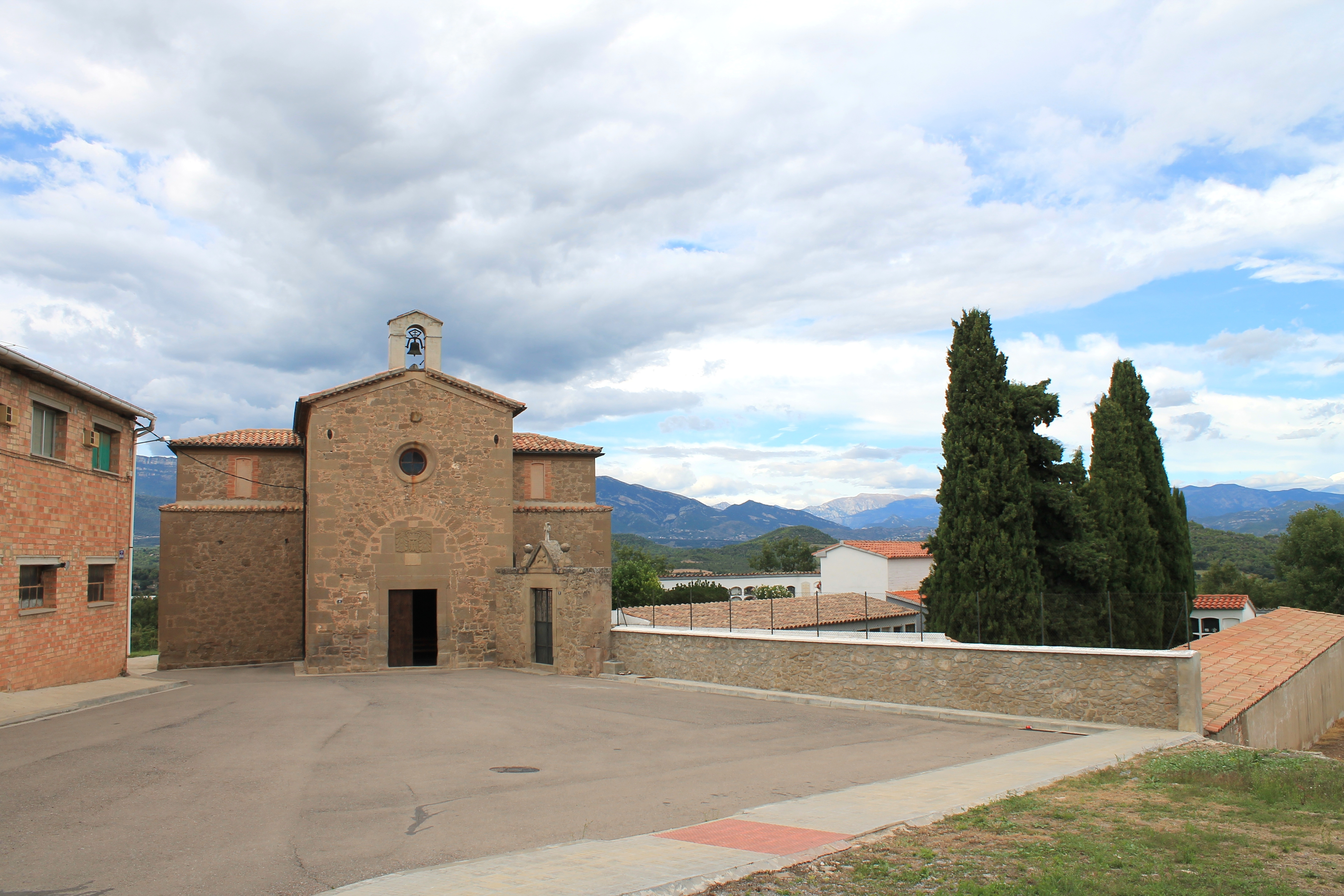
Mare de Déu de l'Antiguitat de Casserres
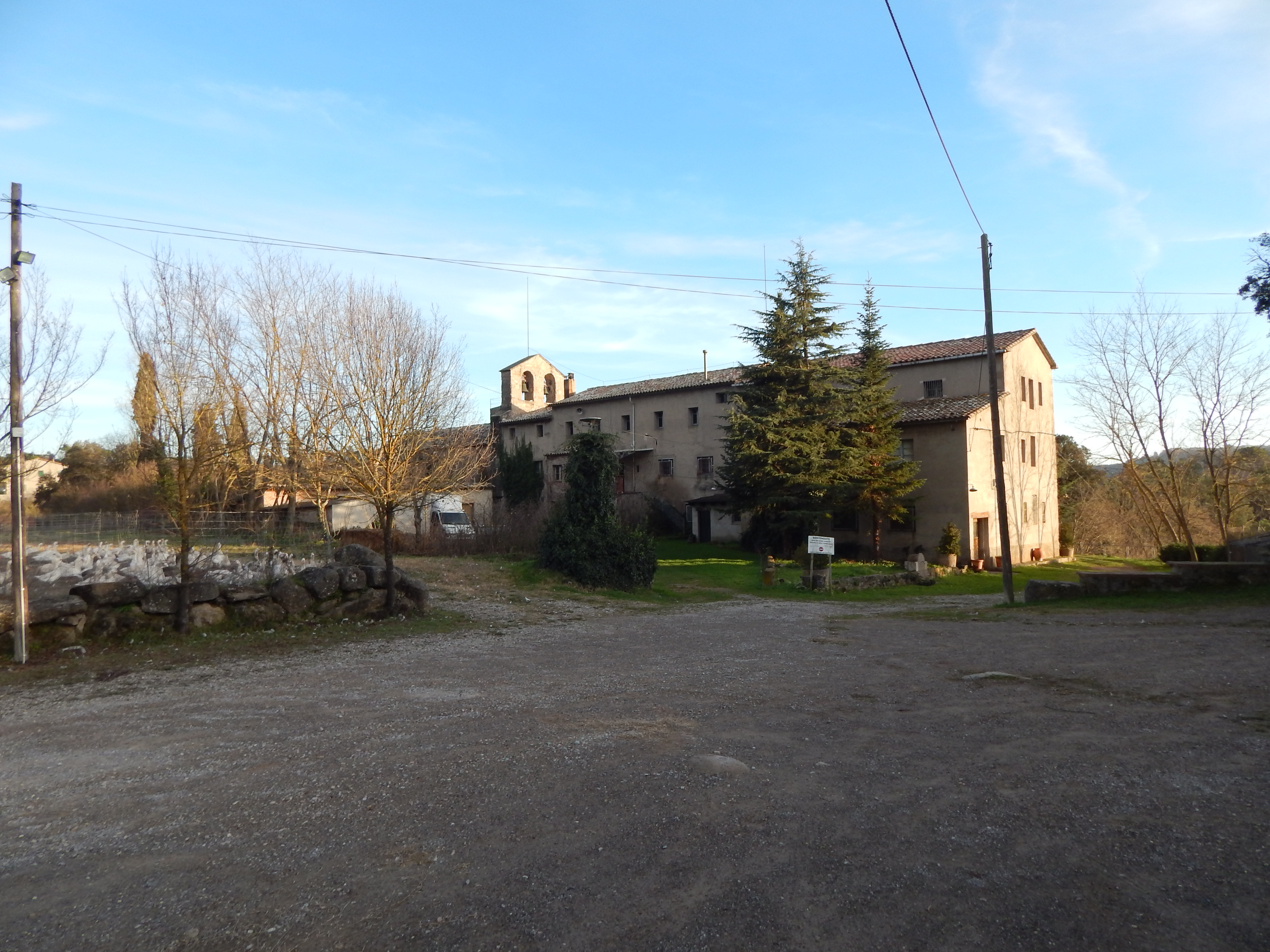
Sant Pau de Casserres
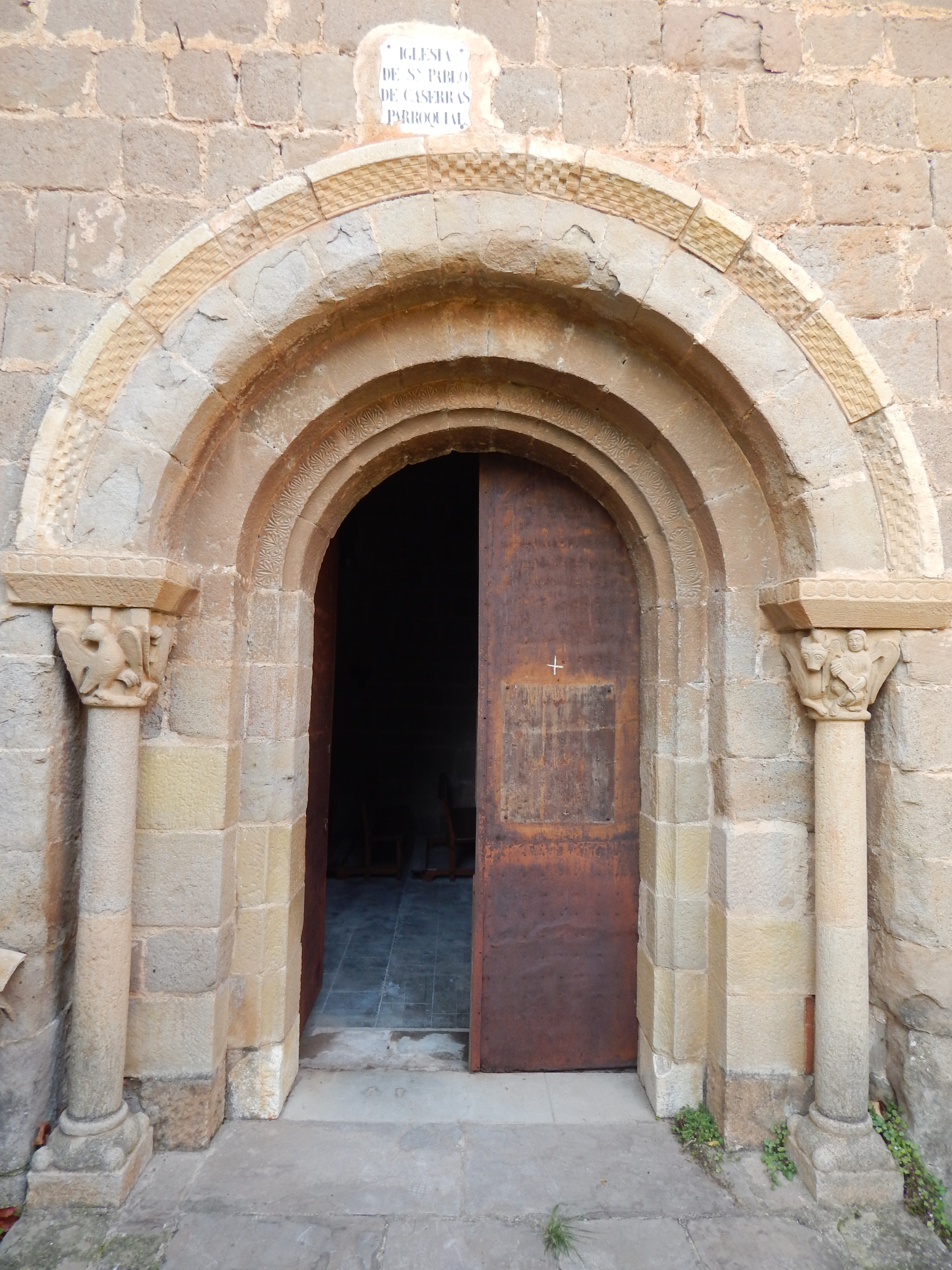
Sant Pau de Casserres
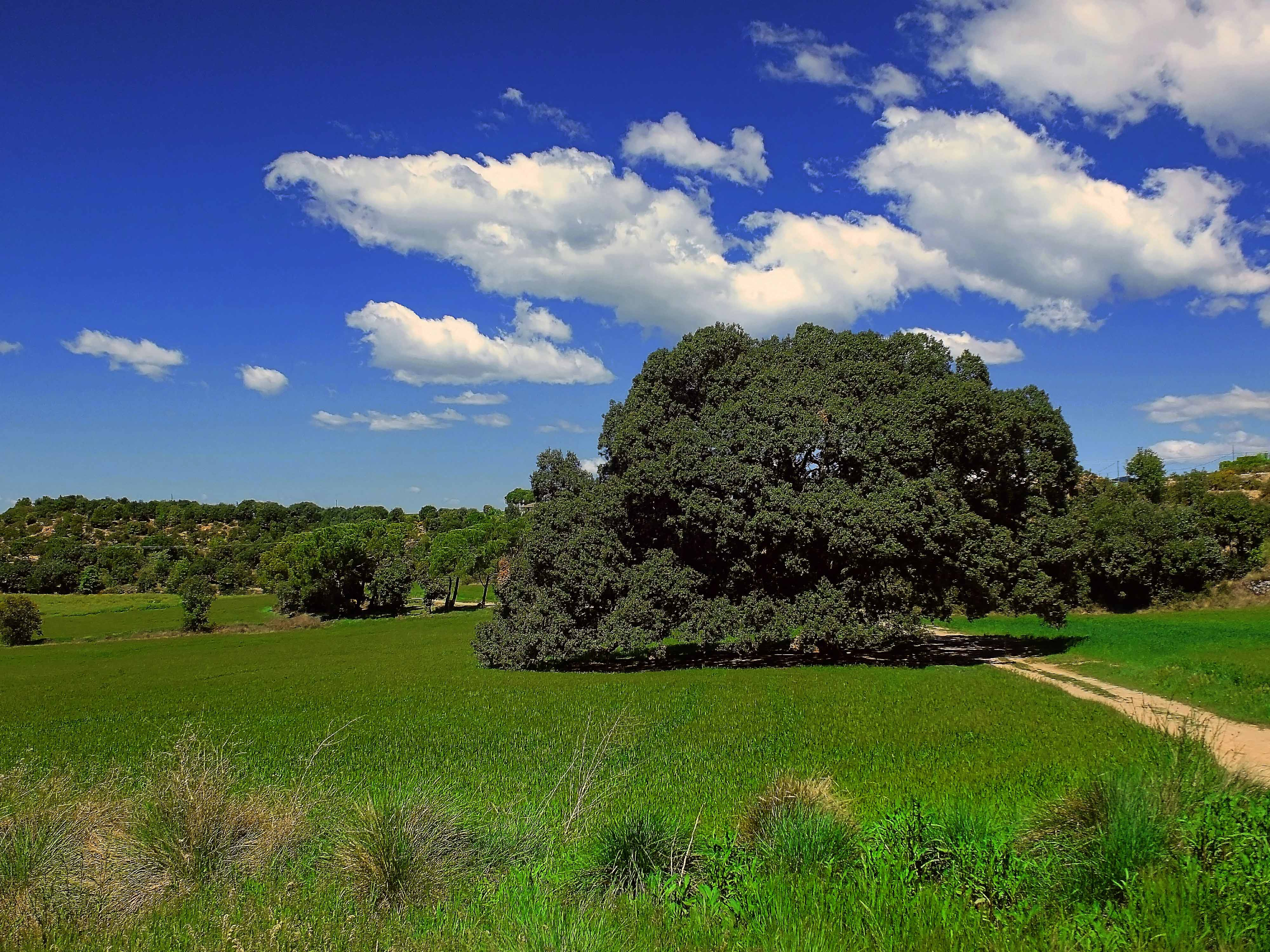
Alsina dels Colls